# Abdrauf Dawletow
Abdrauf Ganiejewicz Dawletow (ros. Абдрауф Ганеевич Давле́тов, ur. 14 marca?/27 marca 1916 we wsi Chaliłowo w Baszkirii, zm. 27 października 1943 k. wsi Asarewicze w obwodzie homelskim) – radziecki wojskowy, porucznik, Bohater Związku Radzieckiego (1944).

## Życiorys
Urodził się w baszkirskiej rodzinie robotniczej. Skończył 7 klas szkoły, 1938–1940 służył w Armii Czerwonej, we wrześniu 1939 brał udział w agresji ZSRR na Polskę, w 1940 został przeniesiony do rezerwy. W październiku 1942 ponownie powołany do armii, skończył kursy wojskowe w Ufie, w marcu 1943 został skierowany na front wojny z Niemcami, dowodził plutonem 58 gwardyjskiego pułku kawalerii 16 Gwardyjskiej Dywizji Kawalerii 7 Gwardyjskiego Korpusu Kawalerii 61 Armii Frontu Centralnego. W nocy na 27 września 1943 sforsował Dniepr w pobliżu białoruskiej wsi Niwki w rejonie brahińskim w obwodzie homelskim, gdzie ogniem z karabinu maszynowego umożliwił plutonowi wykonanie zadania bojowego i zabił 6 Niemców. Zginął w walce miesiąc później. Jego imieniem nazwano szkołę średnią w jego rodzinnej wsi.

## Odznaczenia
- Złota Gwiazda Bohatera Związku Radzieckiego (10 stycznia 1944)[1]
- Order Lenina (19 stycznia 1944)
- Order Czerwonego Sztandaru